# Flex Club
A Flexx Club foi uma casa noturna gay localizada na cidade de São Paulo. Fundada em 21 de julho de 2007, na Barra Funda, tornou-se uma das maiores boates LGBTQI+ de São Paulo. O espaço conta com 1.500m² e possui duas pistas de dança, um jardim, três bares, estacionamento e uma área VIP.
O sucesso da Flex resultou na abertura de uma filial em Santos, com o nome Flexx Beach em 18 de maio de 2012, abrindo quinzenalmente. Desde de julho de 2012 o club é semanal.
Em 7 de julho de 2017, o proprietário do projeto Flexx, André Bianchini, anunciou através do Facebook o encerramento das atividades do clube no endereço Avenida Marquês de São Vicente 1767, zona oeste de São Paulo. O fechamento da casa acontece após 10 anos de funcionamento, sendo referência para o público LGBT. De acordo com a coluna iGay, o projeto Flexx pretende continuar operando através de festas itinerantes, a exemplo da festa Gambiarra. A primeira delas acontece em 27 de julho de 2017, com apresentação da cantora Pabllo Vittar, na casa de shows Via Matarazzo, em comemoração aos 10 anos da Flexx Club.